# Joanna Arnow
Joanna Arnow, född 1 januari 1986 i Brooklyn i New York, är en amerikansk filmskapare och skådespelare. Hon är främst känd för filmen The Feeling That the Time for Doing Something Has Passed från 2023/2024.

## Biografi

### Uppväxt och studier
Arnow växte upp i Brooklyn. I fjärde klass fick hon huvudrollen som igelkott i en skolpjäs, vilket inspirerade henne till att tänka sig en framtid som skådespelare.
Senare lade Arnow sina skådespelarplaner åt sidan, i samband med att hon istället kom att studera filmskapande vid Wesleyan University. Under skoltiden producerade hon bland annat kortfilmen Eiko & Koma: The Retrospective Project och arbetade med filmklippning på Parents Who Dance.

### Kortfilmer
Efter examen producerade hon den personligt hållna dokumentären I Hate Myself (produktion 2013, distribuerad först 2017). Handlingen kretsar kring hennes ett år långa relation med en provokativ performancekonstnär.
Arnow har arbetat som filmskapare sedan tidigt 2010-tal. 2011 regisserade hon kortfilmen Month One, och medan hon fortsättningsvis växlat mellan roller som regissör, manusförfattare och skådespelare. Hennes första kortfilm skrevs utan tanke på att själv synas på andra sidan kameran, men hon började därefter mer regelmässigt skriva in sig själv i verklighetsinspirerade roller i de ofta personligt hållna filmmanusen. Dessa filmer presenterar ofta roller med lågmält komiska, närmast förlöjligande versioner av henne själv.
Kortfilmen Bad at Dancing från 2015, ett verk av och med Arnow i olika produktionsroller, belönades med jurypriset vid filmfestivalen i Berlin. Även i mer fiktionsbaserade kortfilmer har hon lyft fram personer som är inspirerade av verkligheten; i både Bad at Dancing och Laying Out (2019) spelar Arnow rollfigurer med namnet "Joanna". Vissa av hennes verk har visats vid internationella filmfestivaler i exempelvis Rotterdam, Hongkong och Guanajuato. I rollerna som skådespelare eller manusförfattare har Arnow samarbetat med filmregissörer som Aaron Schimberg och Kati Skelton.

### Första långfilmen
Joanna Arnow färdigställde 2023 sin första långfilm – The Feeling That the Time for Doing Something Has Passed. Den hade premiär under det årets filmfestival i Cannes och hade amerikansk biopremiär i början av 2024. Filmen presenterar en kvinna i 30-årsåldern som navigerar i sin vardag mellan sitt kontorsjobb, sin besvärliga judiska familj och en längre relation av BDSM-karaktär med en äldre man (spelad av Scott Cohen). Filmen är inte självbiografisk utan en sorts autofiktion. Detta till trots spelar Arnow huvudrollen som "Ann", och i rollerna som dennas föräldrar i filmen syns Arnows egna föräldrar. Under produktionen drabbades Arnow av covid-19, vilket försenade arbetet.
The Feeling That the Time for Doing Something Has Passed hämtar inspiration från Arnows eget liv och perspektiv på världen, men den är också en undersökning av humor som attityd samt människors olika roller i livet. Filmen har Sean Baker som exekutiv producent, och Baker är som regissör själv känd för att lyfta fram sexualiteten i sina filmer. Arnow säger sig använda sexualiteten och nakenheten i sina filmer som ett medel för att utforska olika perspektiv på det att vara i ett förhållande.

### Inspiration och övriga aktiviteter
Arnows filmer har jämförts med Lena Dunham-produktioner, bara med en mer experimentell och surrealistisk ton. Arnows fem egna favoriter från filmvärlden är Showtime (1979) av Bob Fosse, Vive l'amour (1994) av Tsai Ming-liang, Toni Erdmann (2016) av Maren Ade, Two Friends (1986) av Jane Campion och Mångalen (1987) av Norman Jewison.
Fram till 2023 försörjde sig Arnow via arbete på ett läkemedelsbolag.

## Filmografi[4][12]
- Eiko & Koma: The Retrospective Project (kortfilmsdokumentär/skolfilm, 2010) – regi, produktion[13]
- Month One (kortfilm, 2011) – regi
- Parents Who Dance (kortfilm av Dalienne Majors, 2012) – klippning[14]
- Google Ambien (kortfilm av Sarah Salovaara, 2014) – roll ("gäst")
- Bad at Dancing (2015) – manus, regi, roll ("Joanna")
- Staycation (kortfilm av Zach Fleming, 2016) – roll ("spöke")
- I Hate Myself (dokumentär, 2017) – manus, regi, foto
- Wet Shapes (TV-film av Kati Skelton, 2017) – roll ("helare 2")
- Laying Out (2019) – manus, regi, roll ("Joanna")
- Chained for Life (långfilm av Aaron Schimberg, 2019) – roll ("sjukhusrepresentant")
- In the Cards (TV-serie av Colin Kane Healey, 2021) – roll ("nyfiken kund")
- Let's Not Go There (kortfilm av Jonathan Kiefer, 2022) – roll
- F***ed in the Head (långfilm av Todd Verow, 2022) – roll ("Carrie")
- The Feeling That the Time for Doing Something Has Passed (dramakomedi, 2024) – manus, regi, roll ("Ann")